# Li Bing
Li Bing (黎兵S, Lí BīngP; Guizhou, 16 marzo 1969) è un allenatore di calcio ed ex calciatore cinese, di ruolo attaccante.

## Palmarès

### Giocatore

#### Competizioni nazionali
- Campionato cinese: 4

Liaoning: 1990, 1991, 1992, 1993

#### Competizioni internazionali
- AFC Champions League: 1

Liaoning: 1989-1990